# پاکو کامپس
پاکو کامپس (انگلیسی: Paco Campos; ۸ مارس ۱۹۱۶ – ۸ سپتامبر ۱۹۹۵) بازیکن فوتبال اهل اسپانیا بود.
از باشگاه‌هایی که در آن بازی کرده‌است می‌توان به باشگاه فوتبال اسپورتینگ خیخون و باشگاه فوتبال اتلتیکو مادرید اشاره کرد.
وی همچنین در تیم ملی فوتبال اسپانیا بازی کرده‌است.